# Singhaplax wolffi
Singhaplax wolffi is een krabbensoort uit de familie van de Goneplacidae. De wetenschappelijke naam van de soort is voor het eerst geldig gepubliceerd in 1964 door Serène.